# Бобок
«Бобо́к» — фантастический рассказ Фёдора Достоевского, опубликованный в составе «Дневника писателя» в феврале 1873 году в газете «Гражданин».

## История возникновения
Идея рассказа возникла у Достоевского в январе 1873 года. С начала января писатель редактировал газету-журнал В. П. Мещерского «Гражданин», где печатались первые главы «Дневника писателя», работа над «Дневником» началась ещё в декабре 1872 года. 14 января в либеральной газете «Голос» (№ 14) появился отклик на первые выпуски «Дневника писателя», написанный журналистом Л. К. Панютиным (1831—1882), писавшим под псевдонимом Нил Адмирари. В заметке Панютина Достоевский был задет следующим грубым пассажем: «„Дневник писателя“ <…> напоминает известные записки, оканчивающиеся восклицанием: „А все-таки у алжирского бея на носу шишка!“ Довольно взглянуть на портрет автора „Дневника писателя“, выставленный в настоящее время в Академии художеств, чтобы почувствовать к г-ну Достоевскому ту самую „жалостливость“, над которою он так некстати глумится в своём журнале. Это портрет человека, истомлённого тяжким недугом».
Достоевский устами героя «Бобка» ответил журналисту следующим образом: «Я не обижаюсь, я человек робкий; но, однако же, вот меня и сумасшедшим сделали. Списал с меня живописец портрет из случайности: „Всё-таки ты, говорит, литератор“. Я дался, он и выставил. Читаю: „Ступайте смотреть на это болезненное, близкое к помешательству лицо“. Оно пусть, но ведь как же, однако, так прямо в печати? В печати надо всё благородное; идеалов надо, а тут...» В конце рассказа портрет Достоевского упоминается ещё раз: «Снесу в „Гражданин“, там одного редактора портрет тоже выставили». Но Достоевский не ограничился сетованиями на бестактность журналиста. Он решил использовать своё «сумасшествие» в качестве литературного приёма и написал рассказ от лица спившегося почти до белой горячки журналиста, страдающего галлюцинациями.

## Сюжет рассказа
Спившийся литератор замечает, что с ним происходит что-то странное: меняется характер, манера речи, болит голова, он начинает «видеть и слышать странные вещи. Не то чтобы голоса, а так как будто кто подле: „Бобок, бобок, бобок!“» (повествование ведётся от первого лица). В поисках развлечения он попал на похороны к дальнему родственнику. Пока в церкви шло отпевание, герой завернул в ресторанчик, где по обыкновению выпил. Затем он снова вернулся на кладбище и помог нести гроб. После похорон герой не поехал «из гордости» на поминки вместе со всеми, а остался на кладбище, сел на памятник, задумался, затем прилёг и забылся. Спустя некоторое время он начал явственно различать голоса. Сначала он не придал этому значения, а после прислушался и понял, что голоса исходили из загробного мира.
Голоса были приглушённые, «как будто рты были закрыты подушками». Герой окончательно проснулся и стал внимательно вслушиваться в разговоры. Всё следующее повествование составляют споры мертвецов друг с другом. Так продолжалось до тех пор, пока литератор не чихнул. После этого на кладбище всё смолкло, а главный действующий персонаж отправился домой в раздумьях об услышанном, решив навестить как-нибудь другое кладбище и послушать беседы других покойников.
Из разговоров покойников между собой герой узнал, что спустя несколько дней после «предварительной смерти» к мертвецам возвращается некое подобие сознания, обоняния, речи, но до этого времени тело должно «вылежаться». Наступает непродолжительное время (два-три месяца), когда человек (точнее, его останки) может в последний раз дать заключительную самооценку собственной жизнедеятельности перед тем, как окончательно уйти в небытие. В рассказе рефреном упоминается разлагающийся труп, который способен издавать лишь бессмысленные булькающие звуки «бобок, бобок, бобок». Это апофеоз деградации.

## Аллюзии и подоплёка произведения
Выходка Панютина натолкнула писателя на мысль уподобить своего героя Поприщину — герою «Записок сумасшедшего» Гоголя, «Бобок» получил подзаголовок «Записки одного лица». Исследователи отмечают некоторую текстуальную близость двух произведений, однородность героев, стиля и жанра «Записок», «рубленый слог» монологической речи, мотивировки поступков героев Гоголя и Достоевского.
Псевдонимом Панютина Нил Адмирари, восходящего к изречению Квинта Горация Флакка nil admirari («ничему не удивляться»), навеяна сентенция Достоевского об удивлении:

Всему удивляться, конечно, глупо, а ничему не удивляться гораздо красивее и почему-то признано за хороший тон. Но вряд ли так в сущности. По-моему, ничему не удивляться гораздо глупее, чем всему удивляться. Да и кроме того: ничему не удивляться почти то же, что ничего и не уважать. Да глупый человек и не может уважать.— Фёдор Достоевский, Полное собрание сочинений в 30 т. Т. 21, «Бобок», стр. 44.
Кроме этого с именем Л. К. Панютина тесным образом связана сама идея «кладбищенского» произведения. В 1870 году Панютин опубликовал в «Голосе» фельетон, посвящённый гуляньям на Смоленском кладбище. Главное действующее лицо фельетона также наблюдает за поведением толпы на кладбище, анализирует «пьяные» разговоры пока ещё живых людей, а затем, утомившись, решает отдохнуть на одной из могил, предварительно попросив разрешение у покойника. Мертвец, разрешив утомлённому наблюдателю прикорнуть на его могиле, вступил с ним в разговоры, интересуясь обо всех новостях у живых, которые случились со времени его смерти. Заканчивается рассказ тем, что пьяного будит городовой.
Среди других литературных предшественников Достоевского в «загробной» теме можно назвать А. С. Пушкина («Когда за городом задумчив я брожу…») и В. Ф. Одоевского («Живой мертвец»).
Комментаторы Достоевского указывают на два возможные источника возникновения слова «бобок»: Пётр Боборыкин, псевдоним Боб, переиначенный В. П. Бурениным в Пьер Бобо; писателя Болеслава Маркевича в литературных салонах также именовали Бобошка. Сладострастие покойницких разговоров, по этому же мнению, могло быть навеяно и юмористически обыграно мотивами романа Боборыкина «Жертва вечерняя» (1868), описание развратных оргий в котором было спародировано Достоевским в скабрезных разговорах мертвеца-Клиневича (персонажи Боборыкина Селадон Домбрович — прототип Д. В. Григорович, и Балдевич — прототип Б. М. Маркевич), не исключена аллюзия и к самой фамилии Маркевич. Пьер Бобо в облике тритона возникнет пять лет спустя в фельетоне Достоевского «Из дачных прогулок Кузьмы Пруткова и его друга».
Кроме этого рассказ насыщен злободневными полемическими суждениями о журнальных оппонентах Достоевского — социологах А. И. Стронине, Н. К. Михайловском и П. Л. Лаврове: «Не люблю, когда при одном лишь общем образовании суются у нас разрешать специальности; а у нас это сплошь. Штатские лица любят судить о предметах военных и даже фельдмаршальских, а люди с инженерным образованием судят больше о философии и политической экономии». Весьма ироничными выглядят могильные споры о врачах: бывшие пациенты горько сетуют на то, что обратились к Шульцу, а не к Экку или Боткину.
В рассказе присутствует свой кладбищенский философ с «говорящим» именем Платон Николаевич, отдельными чертами напоминающий Н. Н. Страхова, — «наш доморощенный здешний философ, естественник и магистр». Однако мысли философа Платона Николаевича ближе к идеям о загробной жизни Сведенборга, нежели к рационалистической философии Страхова. В то же время подчёркнутый каламбур слов дух и душа, одушевление отчётливо навеян рассуждениями Страхова из книги «Мир как целое». Достоевский комически обыгрывает сюжет могильного воодушевления Клиневича, которое по сути состоит в зловонии, исходящем от этого духовно разложившегося персонажа — «Вонь будто бы из души». Из последующего текста становится ясно, что мертвецы слышат запах этого трупа, представляющий собой метафизический смрад, в отличие от естественного запаха разлагающегося человеческого тела, который мертвецы не могут слышать.
Очевидна перекличка с платоническими идеями о бессмертии души человека: согласно Платону, если «душа разлучается с телом, осквернённая и замаранная, ибо всегда была в связи с телом, угождала ему и любила его, зачарованная телом, его страстями и наслаждениями», то её удел, в таком случае, скитаться среди могил и в качестве возмездия за дурной образ жизни в прошлом вновь попасть «в оковы тела» ослов, ястребов, коршунов и тому подобных существ. Души мертвецов рассказа «Бобок» принадлежат именно к этой категории людей, избыточно плотской, сугубо материальной. Даже те немногие дни, отпущенные им сверх земной жизни, чтобы дать отчёт самим себе о свершённых ими земных делах, — «это, так сказать, последнее милосердие», — они посвящают «разврату последних упований», «особому сладострастью», безудержному суесловию.
В рассказе присутствуют аллюзии к произведениям самого Достоевского: князь Валковский, персонаж «Униженных и оскорблённых», литературный предшественник циника Клиневича, имел своим прототипом фельдмаршала П. М. Волконского, приближённого Николая I и поверенного в его любовных делах. Фигурируют Волоконские и в «Бобке». Среди персонажей рассказа одну из ключевых ролей играет надворный советник Лебезятников, знакомый читателям по роману «Преступление и наказание». Его функция обозначена «значащей» фамилией. Смысловой фамилией Первоедов наделён персонаж-генерал.
Псевдоним главного героя «одно лицо» восходит к В. П. Буренину, хотя в то же время «одно лицо» — собирательный образ петербургского журналиста. Ещё одним предшественником Клиневича исследователи Достоевского указывают литератора Кинаревича из физиологического очерка И. И. Панаева «Литературная тля» (1843). Этот очерк Панаева и его же очерк «Петербургский фельетонист» (1841) во многом послужили основой рассказа «Бобок». Рассуждениям о зловонии сопутствуют аллюзии к Ф. И. Тютчеву и его мысли: «Не плоть, а дух растлился в наши дни». Очевидны и аллюзии из Гоголя, поскольку души всех персонажей омертвели ещё при их земной жизни.
В целом рассказ «Бобок» характеризуется исследователями как современная российская аналогия к периоду поздней Римской империи. 

Всё уходит в тело, всё бросается в телесный разврат и, чтоб пополнить недостающие высшие впечатления, раздражает свои нервы, своё тело всем, что только способно возбудить чувствительность. Самые чудовищные уклонения, самые ненормальные явления становятся мало-помалу обыкновенными.— Фёдор Достоевский, «Ответ „Русскому вестнику“», Полное собрание сочинений, т. XIX, стр. 135—136.

## Отзывы критиков
Современники не оценили «кладбищенского» юмора писателя. Критика отозвалась о произведении как о бессодержательном и патологическом наброске, тем самым поддержав скандальное мнение Льва Панютина о «ненормальности» Достоевского. Журнал «Дело» в своём «Журнальном обозрении» отозвался таким образом: «…г-н Достоевский повествует, как на кладбище он подслушал разговоры погребённых уже покойников, как эти разлагающиеся трупы сплетничают, изъясняются в любви и т. д. Положим, что все это фантастические рассказы, но самый уже выбор таких сюжетов производит на читателя болезненное впечатление и заставляет подозревать, что у автора что-то неладно в верхнем этаже» (1873, № 12. С. 102; см. также: «Искра», 1873, 14 марта № 12 — стихотворный фельетон Д. Д. Минаева «Кому на Руси жить хорошо»).
В XX столетии произведение было заново прочитано, и «гротескно-сатирический шедевр писателя был оценён по достоинству». Андрей Белый, Л. П. Гроссман, К. В. Мочульский, В. В. Вересаев интерпретировали произведение в символическом аспекте. М. М. Бахтин в книге «Проблемы поэтики Достоевского» для характеристики жанрового своеобразия «Бобка» вводит новое понятие «мениппея», — разновидность серьёзно-смехового жанра, которая восходит к Лукиану, Варрону, Сенеке, Петронию. По указанию Бахтина, жанр разговоров в царстве мёртвых был развит в русской литературе XVIII века. Достоевский придал этому жанру новые силы: «Вряд ли мы ошибёмся, если скажем, что „Бобок“ по своей глубине и смелости — одна из величайших мениппей во всей мировой литературе», — пишет М. М. Бахтин.

## Постановки
- 1992 г., МХАТ, «Бобок» (по рассказам «Крокодил», «Чужая жена и муж под кроватью» и «Бобок»), реж. В. Долгачев
- Постановка Валерия Фокина на сцене театра имени Юлиуша Словацкого, 1993 г. Краков, Польша[4];
- «Анекдоты» (по рассказу «Бобок» и пьесе А. В. Вампилова «Двадцать минут с ангелом». Постановка В. Ф. Фокина на сцене театра «Табакерка», 1996 г.[4];
- 2006 г., Екатеринбургский театр кукол. Мистическая фантасмагория по мотивам рассказов Ф. Достоевского. Режиссёр — Григорий Лифанов (Москва); художник-постановщик — Андрей Ефимов; художник по костюмам — Татьяна Попова; композитор — Иван Просецкий (Москва); хореограф — Александр Петражицкий; в ролях М. Удинцев, П. Овсянников, Н. Бабушкин, Н. Гаранина, Г. Варфоломеев и др. Текст от автора читает Алексей Баталов;[5]
- 2008 г., «Мистические страницы отечественной прозы». (Аудиоспектакли «Гробовщик» по повести А. С. Пушкина с участием Валентина Гафта и «Бобок» по рассказу Ф. М. Достоевского). — Издательство 1С. Режиссёр Дм. Креминский[6].
- 2012 г., Московский государственный университет культуры и искусств. Студенческий спектакль курса В. Красовского. Режиссёр — Дарья Гевнер[7].
- 2016 г., Романтический театр Ю. Томошевского, моноспектакль актера Константина Сироткина «Бобок», Реж. Ю.В. Томошевский

## Адаптации

### Экранизации
- 2013, ООО "Кинокомпания "Рассвет", Москва. Короткометражный мультипликационный фильм "Бобок". Режиссер-постановщик Андрей Золотухин[8]

### Компьютерные игры
- 2021, Бобок (визуальная новелла). Разработчик — Secta.